# 猜均值的2/3
在賽局理論中，「猜均值的2/3」是一個玩家們同時選擇一個在0到100之間閉區間實數的賽局，而選擇數字最接近所有玩家選擇數字算術平均數2/3的玩家則獲勝。

## 歷史

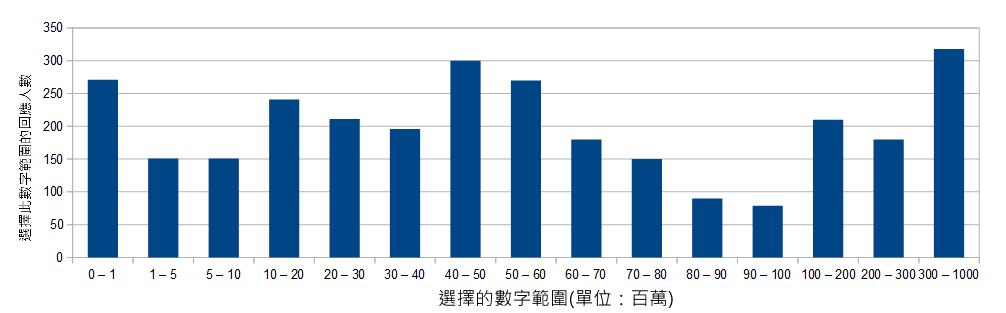
1983年《賽局與策略》雜誌中遊戲決勝賽局回應分布。

阿蘭·萊杜（法語：Alain Ledoux）是「猜均值的2/3」遊戲的創始人。在1981年時，萊杜利用此賽局作為他在法文雜誌《賽局與策略》的決勝賽局：他詢問了在之前謎題中獲得相同分數的4000名讀者，使他們回答1到1,000,000,000的整數， 而選擇數字最接近所有參與者選擇數字的算術平均數2/3的參與者則獲勝。蘿絲瑪麗·內格爾在1995年說明此類猜測遊戲賽局的潛力：揭曉參與者的「推理深度」。

## 均衡分析
在此賽局中，並不存在絕對的優勢策略，但有許多強的劣勢策略。 此賽局存有純策略的納許平衡。此平衡可以藉由弱劣势策略的迭代消除尋獲。
直覺地，猜任何大於你預期其他人猜測值平均值2/3的數不能達到納許平衡。而最高可能的平均值之2/3在所有人猜100時發生，該值為66+2/3。因此，猜測任何高於66+2/3的數字乃是絕對劣勢策略，因此這些猜值可以被排除。當這些絕對劣勢策略被所有玩家排除後，66+2/3成為新的最大可能算數平均值（在所有人選擇66+2/3下發生）。因此，這時在沒有玩家會猜大於66+2/3的情況下任何大於 66+2/3的2/3倍數字：44+4/9的猜測皆是弱的劣勢策略。在相同人持續遊玩此賽局的情況下，此流程會繼續依照此邏輯進行，隨步驟進展，邏輯上最大的可能答案會不斷減小趨近於0，而假設所有玩家都了解此邏輯並選擇0，此賽局會達到納許平衡。在此時，所有玩家都選擇了對於他們自己的「最佳回覆」解。

## 完全理性與對理性的常識之差異
此賽局表明了一個個體的完全理性和所有玩家對於理性的常識之差異。常識代表所有人都有相同資訊，且知道其他所有人知道這資訊，而其他所有人知道其他所有人知道此資訊，如此無限類推。假設要在此賽局達到納許平衡（也就是所有玩家選擇0），則所有玩家皆須為完全理性，且理性應為常識，並且相信賽局中其他人也會依此模式做決定。
研究賽局理論的經濟學家以認知層次模型（英語：k-level model）來比對理性和對於理性的常識之間的關係。認知層次模型的認知層次代表這類推理循環的進行的次數。一個認知層次模型通常預設認知層次為0的人會以「無知」的方式進行賽局參與並且在0到100的閉區間選擇任何一個數字，而認知層次為1的玩家則會選擇對於認知層次為0玩家做出選擇的最佳回覆；同理，認知層次為2的玩家則會選擇對於認知層次為1玩家做出選擇的最佳回覆。認知層次為1的玩家會推測所有人皆以在認知層級為0的狀況下參與此賽局，對應平均猜測值為50，因此他們的猜測會為33 ，也就是50的大約2/3倍。 認知層次為2的玩家會進一步推測所有人皆以在認知層級為1的狀況下參與此賽局，所以他們會選擇22，也就是33的2/3倍。玩家們被推測會在每一個更高的認知層次注意到每個玩家選擇數字的機率分布。在此賽局中，認知層次大約要達到21才會達到納許平衡，也就是選擇0作為回覆。
此猜測賽局的假設構建於三大要點：
1. 玩家認為認知層次為0的人會參與此賽局。
2. 玩家對於其他玩家的認知層次。
3. 玩家在賽局內能進行的推理循環次數。[10]

證據表明大部分人的認知在此賽局中的認知層次為0至3，因此只要相對此認知層次數值多1的思考就能有更高的機會在此賽局獲勝。因此，得知此般邏輯的玩家能調整他們的策略，也就是這些絕對理性的玩家不能在此賽局中選擇0作為回答，除非他們得知其他玩家也是理性的，且他們皆有對於理性的常識。假設一位理性的玩家相信其他玩家不會依上述的推理循環猜測數字，理性上猜測一個大於0的數字是對其的最佳回覆。
現實中，大部分玩家可以被視為非完全理性且不具有對其他人理性的常識。因此，他們會猜測其他人僅有有限理性，而猜測一個大於0的數字。

## 實驗結果
此賽局常在賽局理論的課程用於展現不同人行為的異質性。在此賽局中不太可能有太多人會理性地依照納許平衡做出回答。這是因為此賽局並沒有絕對的優勢策略，因此玩家必須考慮其他人的行為模式。而要達到納許平衡，所有玩家必須假設其他所有人皆為理性並且具有對於理性的常識，然而此假設是強假設。
實驗表明許多人會犯錯並且沒有對於理性的常識，經濟系的畢業學生也不會猜測0作為回答。在一般民眾進行此實驗會發現贏家的猜測值通常遠大於0：在丹麥報紙《政治報》線上舉辦的這項賽局中， 19,196人參與且獎金是5000丹麥克朗，而最終獲勝值是33。

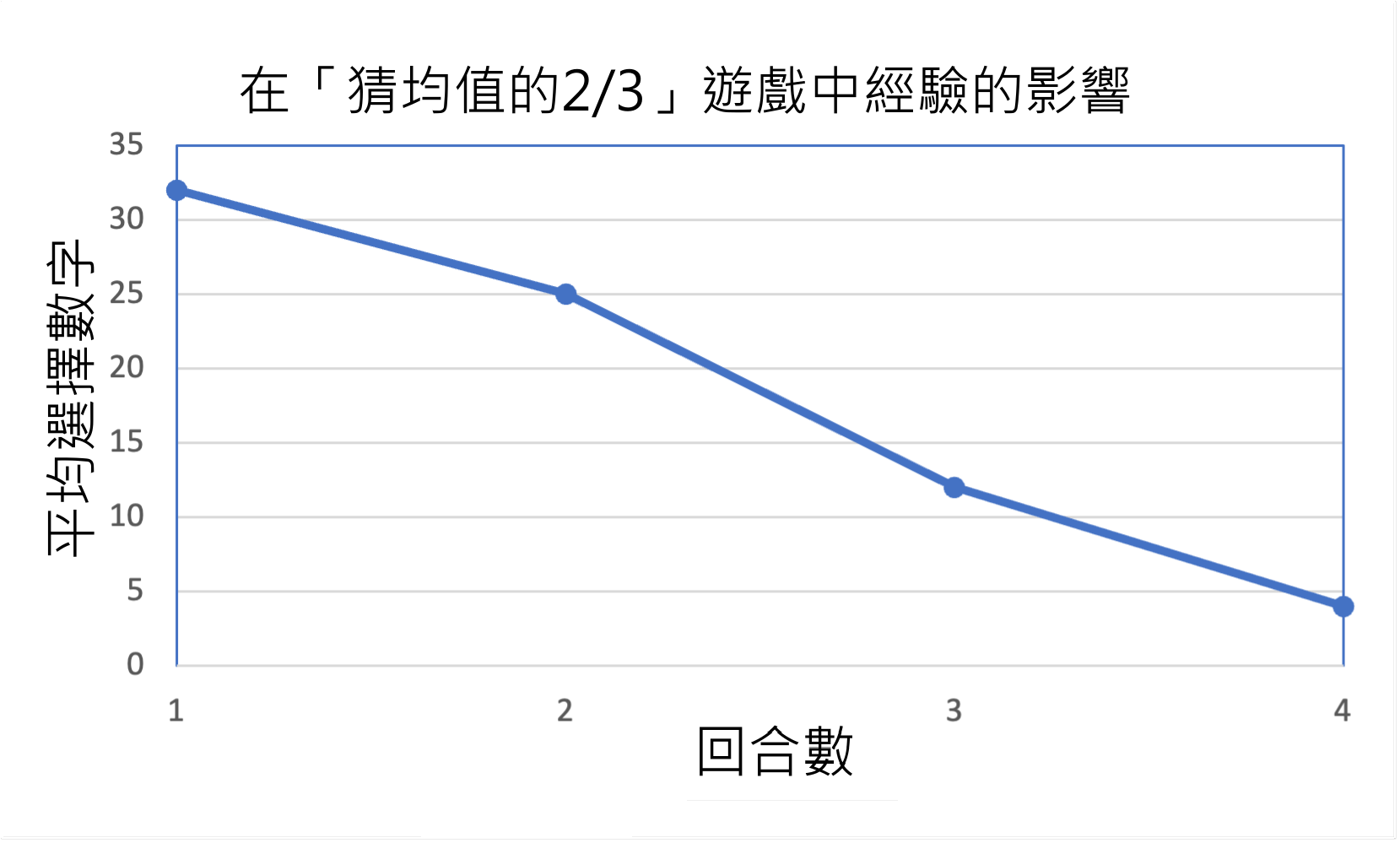
玩四次「猜均值的2/3」遊戲中連續4回合平均選擇數字的分布

布里特‧格羅斯科普夫（德語：Brit Grosskopf）和蘿絲瑪麗·內格爾的調查也揭露大部分玩家不會在第一次遊玩此賽局時就選擇0，而是在幾輪賽局後才發現0是納許平衡點。內格爾的研究顯現此賽局第一輪玩家平均選擇36作為回答，這對應到推理層次的數值約為2。
馬丁‧喬治‧科霍爾（德語：Martin Georg Kocher）和馬提亞斯·蘇特（德語：Matthias Sutter）比較個人和團體在參與此賽局時的表現。這兩位學家發現個人和團體都會經歷差不多的邏輯推理層次，但是團體學習的速度較快。這表示重複進行此賽局致使團體能觀察其他人在之前賽局的行為並且能因此選擇一個能提高勝算的數字作為回答。
派翠吉亞‧斯布里加（義大利語：Patrizia Sbriglia）的調查也顯現在此賽局的未獲勝玩家會嘗試模仿贏家對於賽局結構的認知，同時其他玩家也會將這些模仿者的「最佳回覆」而非平均程度的理性作為回答的策略 。此類行為加速此賽局達到納許平衡。

## 外部連結
- TED-Ed針對此賽局的短片介紹